# Braunerita
La braunerita és un mineral de la classe dels carbonats.

## Característiques
La braunerita és un carbonat de fórmula química K₂Ca(UO₂)(CO₃)₃·6H₂O. Va ser aprovada com a espècie vàlida per l'Associació Mineralògica Internacional l'any 2016. Cristal·litza en el sistema monoclínic. Aquest mineral presenta un nou tipus d'estructura. És químicament similar a la linekita.

## Formació i jaciments
Va ser descoberta a la mina Svornost, a Jáchymov a les Muntanyes Metal·líferes (Bohèmia, República Txeca). Es tracta de l'únic indret on ha estat trobada aquesta espècie. Svornost és una mina subterrània abandonada en la que es van treballar els minerals de plata, més tard els d'arsènic i cobalt, i finalment els d'urani. En aquesta mina s'han descobert una quinzena de minerals.